# 1588 w literaturze
Wydarzenia literackie w 1588 roku.

## Nowe poezje
- polskie
  - Jan Achacy Kmita:
    - Łów Dyjanny
    - Pasterskie ... rozmowy

  - Paweł Zaborowski – Batrachomyomachia albo Żabomysza wojna

## Zmarli
- Jerónimo Corte-Real, poeta portugalski (ur. 1533)